# Immaterielle Investition
Immaterielle Investitionen (englisch intangible investment) sind in der Betriebswirtschaftslehre Investitionen in nicht-körperliche, immaterielle Vermögensgegenstände. Gegensatz sind die Sachinvestitionen.

## Allgemeines
Es gibt hinsichtlich der Art des Investitionsobjektes Sach-, Finanz- und immaterielle Investitionen. Letztere gehören zu den (immateriellen) Realgütern und stellen im Regelfall strategische Investitionen dar, weil sich investierende Unternehmen hiervon Wettbewerbsvorteile und dadurch mittelfristig höhere Umsätze und Gewinne versprechen. Sie sind wie die anderen Investitionsarten durch Investitionsausgaben entstanden. Immaterielle Investitionen verursachen kalkulatorische Abschreibungen, damit die Ausgaben durch den Umsatzprozess wieder hereingeholt werden können und kalkulatorische Zinsen zur Erfüllung der Renditeerwartung des Unternehmers. Die Bedeutung immaterieller Investitionen hat erheblich zugenommen, da sie auch mit der forschungsintensiven Betätigung von Unternehmen zusammenhängen. 

## Arten
Zu den immateriellen Investitionen gehören Konzessionen, Lizenzen, Patente, Schutzrechte, Marken, entgeltlich erworbene Firmenwerte und Forschung und Entwicklung sowie Wissen. Auch Ausgaben für die Ausbildung und Fortbildung von Mitarbeitern im Rahmen des Personalwesens gelten als immaterielle Investitionen, doch sind spätere Erträge hieraus nicht messbar. Das ist bei Forschung und Entwicklung anders, da die anfallenden Forschungs- und Entwicklungskosten später teilweise in die Selbstkosten der Produkte einfließen, die zu einer messbaren Umsatzerhöhung beitragen. Zuweilen werden auch Ausgaben für Werbung und Öffentlichkeitsarbeit zu den immateriellen Investitionen gezählt.
Die OECD versucht den immateriellen Investitionsbegriff durch vier Kategorien zu konkretisieren:
- (englisch intangible investment technology): Forschung und Entwicklung, Patente, Lizenzen, Schutzrechte und Produktentwicklung;
- (englisch enabling intangible investment): Aus- und Weiterbildung, Organisationsentwicklung, Wissenstransfer;
- Markt und
- Software.

Nur ein Teil dieser Kategorien ist bilanzierungsfähig.

## Bilanzierung
Für viele immaterielle Investitionen gibt es noch keine Bewertungsmaßstäbe, da es im Regelfall an einem Markt und Marktpreisen hierfür fehlt. Der Aufbau immaterieller Vermögenswerte wird bilanziell bis auf wenige Ausnahmen nicht als Investition betrachtet. Aktivierungsfähige immaterielle Investitionen sind nach § 266 Abs. 2 Ziff. A I HGB als „selbst geschaffene gewerbliche Schutzrechte und ähnliche Rechte und Werte“, „entgeltlich erworbene Konzessionen, gewerbliche Schutzrechte und ähnliche Rechte und Werte sowie Lizenzen an solchen Rechten und Werten“, „Geschäfts- oder Firmenwert“ und geleistete Anzahlungen hierauf auf der Aktivseite der Bilanz auszuweisen. Außer den Schutzrechten dürfen nur entgeltlich erworbene immaterielle Investitionen bilanziert werden. Sofern Forschung und Entwicklung verlässlich voneinander unterschieden werden können, ist lediglich eine Aktivierung der Entwicklungskosten möglich (§ 255 Abs. 2a Satz 1 HGB). Dem entsprechen international IAS 38.52 ff. und IAS 38.7, wonach die Forschungskosten nicht aktiviert werden dürfen (IAS 38.54 f.). Führen jedoch Entwicklungskosten zu marktreifen Produkten, sind sie von anderen Entwicklungskosten abgrenzbar und generieren künftige Zahlungsüberschüsse, dürfen sie aktiviert werden (IAS 38.57). 